# Linderniella
Linderniella, noviji rod iz porodice ljuborovki (Linderniaceae), raširen po tropskoj Africi i  Madagaskaru. Opisan je 2013 godine u Willdenowia 43(2): 227. Priznato je 17 vrsta

## Opis
Jednogodišnje biljke.

## Vrste
1. Linderniella andongensis (Hiern) Eb.Fisch., Schäferh. & Kai Müll.
2. Linderniella bolusii (Hiern) Eb.Fisch., Schäferh. & Kai Müll.
3. Linderniella boutiqueana (R.Germ.) Eb.Fisch., Schäferh. & Kai Müll.
4. Linderniella brevidens (Skan) Eb.Fisch., Schäferh. & Kai Müll.
5. Linderniella cerastioides (Bonati) Eb.Fisch., Schäferh. & Kai Müll.
6. Linderniella gracilis (Skan) Eb.Fisch., Schäferh. & Kai Müll.
7. Linderniella hartlii (Eb.Fisch. & Hepper) Eb.Fisch., Schäferh. & Kai Müll.
8. Linderniella horombensis (Eb.Fisch.) Eb.Fisch., Schäferh. & Kai Müll.
9. Linderniella mbalaensis (Eb.Fisch.) Eb.Fisch., Schäferh. & Kai Müll.
10. Linderniella nana (Engl.) Eb.Fisch., Schäferh. & Kai Müll.
11. Linderniella porembskii Andriamiar. & Rabarim.
12. Linderniella pulchella (Skan) Eb.Fisch., Schäferh. & Kai Müll.
13. Linderniella pusilla (Urb.) Eb.Fisch., Schäferh. & Kai Müll.
14. Linderniella pygmaea (Bonati) Eb.Fisch., Schäferh. & Kai Müll.
15. Linderniella trichotoma (Oliv.) Eb.Fisch., Schäferh. & Kai Müll.
16. Linderniella ugandensis (Skan) Eb.Fisch., Schäferh. & Kai Müll.
17. Linderniella wilmsii (Engl.) Eb.Fisch., Schäferh. & Kai Müll.